# Сокирчин
Сокирчин (укр. Сокирчин) — село в Олешанской сельской общине Ивано-Франковского района Ивано-Франковской области Украины.
Население по переписи 2001 года составляло 533 человека. Занимает площадь 7,424 км². Почтовый индекс — 78041. Телефонный код — 03479.

## История
Село входило в советское время к сельсовету Петрова29 ноября 2020 года на годовщину основания храма в село прибыл епископ Коломыский Василий (Ивасюк)

## Религия
В селе действует приход УГКЦ, настоятель о. Михаил Давиденко

## Памятки
- Церковь святых великомучеником Космы и Дамиана 1770 г. принадлежит УГКЦ[4]

## Известные люди
- Горбийчук Михаил Иванович (1940 г.р) — советский и украинский ученый, доктор технических наук, профессор
- Василий (Ивасюк) епископ Коломыский УГКЦ побывал в селе с визитацией